# Danmarks Port
Danmarks Port er en byport gennem volden for enden af Danmarksgade i Fredericia. Den blev opført i 1924 som aflastning for den trange Prinsens Port på den anden side af Hovedvagtsbygningen. Den er tegnet af Oscar Gundlach-Pedersen i nyklassicistisk stil.
- Danmarks Port og Hovedvagten
- Udsigt over Danmarks Port i nordlig retning